# Etnocentrism
Etnocentrismul este un termen utilizat în științele sociale și antropologie pentru a descrie tendința de a judeca o altă cultură în raport cu propria cultură și a considera valorile celei din urmă drept superioare - în special cu privire la limbaj, comportament, obiceiuri și religie. Aceste aspecte sau categorii sunt criteriile în baza cărora se definește identitatea culturală a fiecărei etnii.
Termenul „etnocentrism” provine din termenul grec ethnos care înseamnă „națiune, popor sau grup cultural” și termenul latin centric care înseamnă „centru”. Acesta a fost utilizat pentru prima dată în științele sociale de către sociologul american William G. Sumner în lucrarea sa din 1906 intitulată Folkways. Etnocentrismul este descris aici drept „termenul tehnic pentru convingerea conform căreia grupul cuiva reprezintă standardul, iar orice altceva este măsurat și evaluat în raport cu acesta”. Mai mult, Sumner îl caracterizează drept primul pas către mândrie, vanitate, sentiment de superioritate și dispreț față de străini.
În lucrarea The Authoritarian Personality, Theodore W. Adorno și colegii săi din cadrul Școlii de la Frankfurt au formulat o definiție mai largă a termenului în baza unui distincții de tipul „noi vs. ei⁠(d)”, considerând că etnocentrismul „cuprinde o atitudine pozitivă față de propriul grup etnic/cultural (noi) și o atitudine negativă față de un alt grup etnic/cultural (ei)”. Ambele atitudini sunt consecințe ale unui progres intitulat identificare socială sau contra-identificare socială.